# Spheciospongia alcyonoides
Spheciospongia alcyonoides är en svampdjursart som först beskrevs av Hallmann 1912.  Spheciospongia alcyonoides ingår i släktet Spheciospongia och familjen borrsvampar.
Artens utbredningsområde är Queensland. Inga underarter finns listade i Catalogue of Life.